# Belli di papà
Belli di papà es una película de comedia italiana de 2015 coescrita y dirigida por Guido Chiesa y protagonizada por Diego Abatantuono. Es un remake de la película mexicana, Nosotros, los Nobles.

## Argumento
Tras enviudar, el adinerado empresario Vincenzo Liuzzi debe hacerse cargo de sus tres hijos, todos ellos en una edad complicada. Matteo, Chiara y Andrea viven una vida rodeada de lujos y comodidades, sin aspiraciones. Pero todo cambia de un día para otro cuando Vincenzo organiza su bancarrota fraudulenta y corre con sus hijos a Taranto, para vivir en su antigua casa. Los muchachos luchan por asentarse y tratan de conseguir empleo.

## Reparto
- Diego Abatantuono como Vincenzo Liuzzi.
- Matilde Gioli como Chiara.
- Andrea Pisani como Matteo.
- Francesco Di Raimondo como Andrea.
- Antonio Catania como Giovanni Guida.
- Francesco Facchinetti como Loris Dettori Maggi.
- Marco Zíngaro como Rocco.
- Uccio De Santis como Luca.
- Valeria Perri como Serena.
- Nicolò Senni como Carlo.
- Barbara Tabita como Anna.
- Nicola Nocella como Ferdinando.